# Adrian Molina
Adrian Molina (Yuba City, 23 agosto 1985) è un animatore, sceneggiatore e regista statunitense, dal 2006 dipendente dei Pixar Animation Studios.

## Biografia
Cominciò a lavorare alla Pixar dal 2006, per il film Ratatouille come animatore dei titoli di coda. In seguito lavorò come storyboard artist e sceneggiatore aggiuntivo in Toy Story 3 - La grande fuga (2010), Monsters University (2013) e ne Il viaggio di Arlo (2015). In questo periodo venne coinvolto da Lee Unkrich (regista di Toy Story 3) come sceneggiatore di Coco, uscito nel 2017, per il quale ricoprì anche il ruolo di co-regista.

## Filmografia

### Regista
- Coco, co-regia con Lee Unkrich (2017)
- Elio (2025)

### Sceneggiatore
- Coco, regia di Lee Unkrich (2017)
- Elio (2025)

### Storyboard Artist
- Ratatouille, regia di Brad Bird (2007)
- Toy Story 3 - La grande fuga, regia di Lee Unkrich (2010)
- Monsters University, regia di Dan Scanlon (2013)
- Il viaggio di Arlo, regia di Peter Sohn (2015)
- Coco, regia di Lee Unkrich (2017)